# Chesias legatelloides
Chesias legatelloides är en fjärilsart som beskrevs av Hoffmeyer och Edward C. Knudson 1938. Chesias legatelloides ingår i släktet Chesias och familjen mätare. Inga underarter finns listade i Catalogue of Life.